# Edo Popović
Edo Popović (* 1957 in Livno, Bosnien und Herzegowina, damals Jugoslawien) ist ein kroatischer Schriftsteller und Journalist. Er lebt seit 1968 in Zagreb, Kroatien.

## Leben
Edo Popović war Mitbegründer von Quorum, einer der bedeutendsten Literaturzeitschriften des ehemaligen Jugoslawiens. Sein erster Roman Ponoćni boogie („Mitternachtsboogie“), 1987 erschienen, beschrieb die Zagreber Jugend der 1980er. Es wurde ähnlich wie Douglas Couplands Generation X zum kroatischen Kultbuch seiner Generation.
Zwischen 1991 und 1995 wurde Popović zum bekanntesten Kriegsberichterstatter Kroatiens. Seine an Fakten orientierten und unideologischen Reportagen waren genauso angesehen wie gefürchtet. 2000 erschien Der Traum der gelben Schlangen (kroat. San žutih zmija), dessen zentraler Teil Unter dem Regenbogen (kroat. Ispod duge) eine Geschichte über den jugoslawischen Krieg darstellt. 2001 kam Der Hund aus Stein (Kameni pas) heraus, ein Tagebuch-Essayband aus Graz, wo er Stadtschreiber war. Auszüge daraus in deutscher Übersetzung sind in der österreichischen Zeitschrift Lichtungen erschienen (Heft 92, 2002). 2002 folgte die Novelle Konzert für Tequila und Valium (im Original Koncert za tequilu i apaurin). 2003 erschien der Roman Izlaz Zagreb Jug, der von der kroatischen Literaturkritik begeistert aufgenommen wurde. Dieser erschien 2005 in englischer Sprache in den USA und 2006 als Ausfahrt Zagreb-Süd in Deutschland (Voland & Quist). 2007 veröffentlichte Popović dann den Roman Oči, der 2008 unter dem Namen Kalda auf Deutsch erschien (Voland & Quist). Im Jahr 2010 erschien dann auch sein eigentlich erster Roman Ponoćni boogie unter dem Namen Mitternachtsboogie im Dresdner Verlag Voland & Quist, und 2011 die Tattoogeschichten (im Original Tetovirane priče), eine Sammlung Kurzgeschichten und Gedichte, die durch Zeichnungen des kroatischen Illustrators Igor Hofbauer ergänzt werden. Nachdem Popovićs deutsche Übersetzungen ausschließlich bei Voland und Quist verlegt wurden, veröffentlichte der Verlag Luchterhand im Jahre 2012 den Roman Der Aufstand der Ungenießbaren (Original Lomljenje vjetra). Popovićs Roman Das Leben: es lebe! (2024) entstand nach einer Chemotherapiebehandlung und dem Überleben einer Lungenembolie.
Edo Popović ist Unterzeichner der 2017 veröffentlichten Deklaration zur gemeinsamen Sprache der Kroaten, Serben, Bosniaken und Montenegriner.

## Werke (auf Deutsch erschienen)
- Unter dem Regenbogen. Aus dem Kroatischen von Alida Bremer. In der Zeitschrift „Schreibheft“, April 2004.
- Ausfahrt Zagreb-Süd. Aus dem Kroatischen von Alida Bremer. Voland und Quist, Dresden / Leipzig 2006, ISBN 978-3-938424-15-5.
- Kalda. Aus dem Kroatischen von Alida Bremer. Voland und Quist, Dresden / Leipzig 2008, ISBN 978-3-938424-27-8.
- Die Spieler. Aus dem Kroatischen von Alida Bremer. Voland und Quist, Dresden / Leipzig 2009, ISBN 978-3-938424-33-9.[3]
- Mitternachtsboogie. Aus dem Kroatischen von Alida Bremer. Voland und Quist, Dresden / Leipzig 2010, ISBN 978-3-938424-51-3.
- Tattoogeschichten. Mit Illustrationen von Igor Hofbauer, aus dem Kroatischen von Alida Bremer. Voland und Quist, Dresden / Leipzig 2011, ISBN 978-3-86391-002-0.
- Der Aufstand der Ungenießbaren. Aus dem Kroatischen von Alida Bremer. Luchterhand, München 2012, ISBN 978-3-630-87357-2.
- Stalins Birne. Aus dem Kroatischen von Alida Bremer. btb, München 2013, ISBN 978-3-442-74195-3.
- Anleitung zum Gehen. Aus dem Kroatischen von Alida Bremer. Luchterhand, München 2015, ISBN 978-3-630-87356-5.
- Mondmeridian. Aus dem Kroatischen von Alida Bremer. btb, München 2022, ISBN 978-3-442-77136-3.
- Das Leben: Es lebe! Aus dem Kroatischen von Mascha Dabić. Voland & Quist, Berlin 2024, ISBN 978-3-863-91375-5.
- Der Pudel des Staatsführers. Aus dem Kroatischen von Mascha Dabić. Voland & Quist, Berlin 2025, ISBN 978-3-863-91430-1.